# اتحاد الرغبي في تونس
اتحاد الرغبي في تونس هو رياضة ثانوية في المشهد الرياضي التونسي، حيث أن التونسيين يهتمون ويتابعون أكثر بكرة القدم التي يملكون فيها مستوى عال من الاحترافية محليا وإقليميا ودوليا.

في 2011، كان لدى تونس 218 16 لاعب رغبي يلعبون في 74 فريقا.

منتخب تونس لاتحاد الرغبي لم يسبق له أبدا اللعب في نهائيات كأس العالم للرجبي. عادة ما يأتي في المركز الثلاثين دوليا، وفي مارس 2016، يحتل المركز 40 دوليا.

## التاريخ
تاريخيا، لم يكن اتحاد الرغبي رياضة ذات شعبية في تونس، لكنه من جهة أخرى يعرف انتشارا واسعا.

## الهيئة المشرفة
تم تأسيس الجامعة التونسية لاتحاد الرغبي في 1972، وذلك في مهمة تأطير وتنمية المجال الرياضي في الرغبي في تونس. هي تجمع الفرق والجمعيات والرياضيين والمدربين والحكام للمساهمة في تثبيت وتطوير الرغبي في تونس. الجامعة تهتم أيضا بمنتخب تونس لاتحاد الرغبي.

أصبحت عضوة في الاتحاد الدولي للرغبي في 1988.

## المنتخب الوطني
منتخب تونس لاتحاد الرغبي يجمع أفضل الرياضيين التونسيين في هذا المجال، ويشارك في المسابقات الإقليمية والدولية. يحتل المنتخب المركز 40 على 102 في ترتيب عالم الرجبي في مارس 2016.

## مقالات ذات صلة
- منتخب تونس لاتحاد الرغبي
- منتخب تونس لسباعيات الرجبي

## روابط خارجية
- الموقع الرسمي للجامعة التونسية لاتحاد الرغبي[وصلة مكسورة].